# Medyczne zastosowanie trójtlenku arsenu
| Trójtlenek arsenu          | Trójtlenek arsenu            |
| -------------------------- | ---------------------------- |
| ATC                        | L01XX27                      |
| stosowanie w ciąży         | kategoria D                  |
| okres półtrwania           | 92 godziny                   |
| wiązanie z białkami osocza | nieistotne                   |
| metabolizm                 | metylacja                    |
| wydalanie                  | z moczem (60% w ciągu 8 dni) |
| drogi podawania            | dożylnie                     |

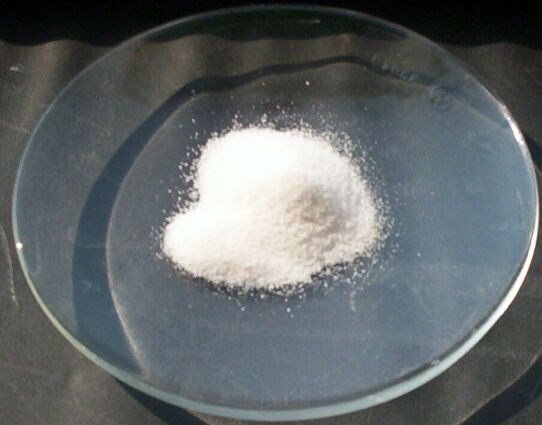
Próbka trójtlenku arsenu w postaci proszku

Medyczne zastosowanie trójtlenku arsenu – wykorzystanie trójtlenku arsenu (łac. Arsenum trioxydatum, tzw. „arsenu” lub „arszeniku”) jako leku przeciwnowotworowego w leczeniu ostrej białaczki promielocytowej. Trójtlenek arsenu ma status leku sierocego; dostępny jest jako preparat farmaceutyczny Trisenox. W kontakcie z wodą tworzy kwas arsenawy, który jest prawdopodobnie właściwą substancją aktywną biologicznie.
Działanie tej substancji polega na hamowaniu proliferacji komórek nowotworowych oraz doprowadzeniu do ich różnicowania lub apoptozy, ale mechanizm działania leku nie jest do końca poznany. Arszenik, ze względu na swoje toksyczne właściwości, od wieków stosowany był jako skuteczna, a przy tym praktycznie niewykrywalna dla zmysłów trucizna. W XX wieku zauważono jego przeciwnowotworowe działanie, jednak próby doustnego podawania zakończyły się niepowodzeniem. Dopiero próby z dożylnym preparatem tej substancji dały pozytywny wynik, szczególnie w leczeniu rzadkiej odmiany nowotworu złośliwego – ostrej białaczki promielocytowej. Terapię tym lekiem wprowadza się po niepowodzeniu leczenia retinoidem i chemioterapią. Leczenie to charakteryzuje się względnym bezpieczeństwem i niewielkimi działaniami ubocznymi. Prowadzone są badania nad znalezieniem innych zastosowań leku.

## Historia
W XVIII wieku William Withering stwierdził, że trójtlenek arsenu stosowany w małych dawkach wykazuje działanie lecznicze. W tym samym wieku Thomas Fowler sporządził 1% roztwór arszeniku i węglanu potasu, który stosowany był w leczeniu chorób skóry (przede wszystkim łuszczycy) aż do XX wieku. Powstał również lek oparty na bazie arsenu – salwarsan – stosowany w leczeniu kiły, zsyntetyzowany przez Paula Ehrlicha. Został on jednak wyparty przez penicylinę. Związki arsenu były powszechnie wykorzystywane w leczeniu różnych chorób w XIX i na początku XX wieku.
Pierwsze doniesienia o aktywności przeciwnowotworowej trójtlenku arsenu pochodzą z 1878 roku, kiedy to w raporcie Boston City Hospital opisano działanie roztworu Fowlera obniżające poziom leukocytów we krwi u dwóch zdrowych osób i jednego chorego. Trójtlenek arsenu był stosowany w leczeniu białaczki aż do momentu wprowadzenia radioterapii. Powrócił do łask w latach 30. XX wieku, kiedy to pojawiły się pierwsze badania potwierdzające wysoką skuteczność trójtlenku arsenu w leczeniu przewlekłej białaczki szpikowej.
Pod koniec lat 60. XX w. lekarzy pracujących w Akademii Medycznej w Harbin w Chinach wysłano do ośrodka zajmującego się tradycyjną medycyną chińską. Stosowano tam maść na czerniaka, której głównym składnikiem był arszenik. W tamtych czasach arsenał leków przeciwnowotworowych był bardzo ograniczony, wobec czego lekarze zaczęli stosować arszenik. Pierwsze próby opierały się na doustnym podawaniu tej substancji, wykazywała ona jednak silne działanie toksyczne. W marcu 1971 rozpoczęto pierwsze próby, w których arszenik podawano dożylnie. W takiej postaci wykazywał znacznie mniejszą toksyczność. Przez wiele lat tlenek arsenu(III) podawano chorym z różnymi nowotworami, najlepsze efekty uzyskując w leczeniu ostrej białaczki promielocytowej. Spośród pacjentów uczestniczących w pierwszej serii prób w Harbin więcej niż połowa przeżyła 5 lat. Dzięki temu badania rozszerzono na inne ośrodki w Chinach, a następnie zorganizowano je w Sloan-Kettering Memorial Institute w Nowym Jorku. Wyniki badań klinicznych okazały się na tyle korzystne, że w 2000 roku lek uzyskał aprobatę FDA.

## Mechanizm działania

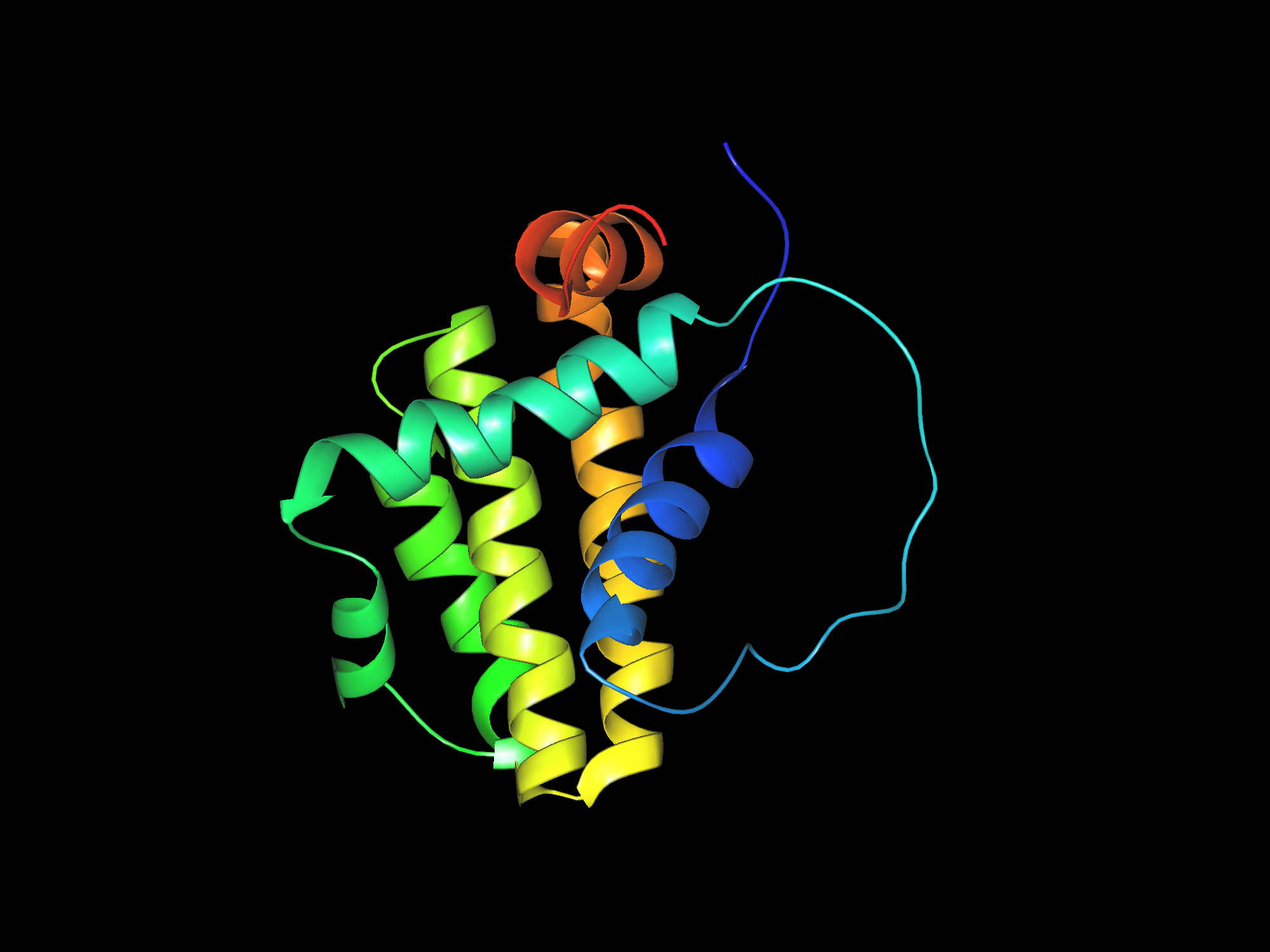
Białko antyapoptotyczne Bcl-2 (izoforma 1)

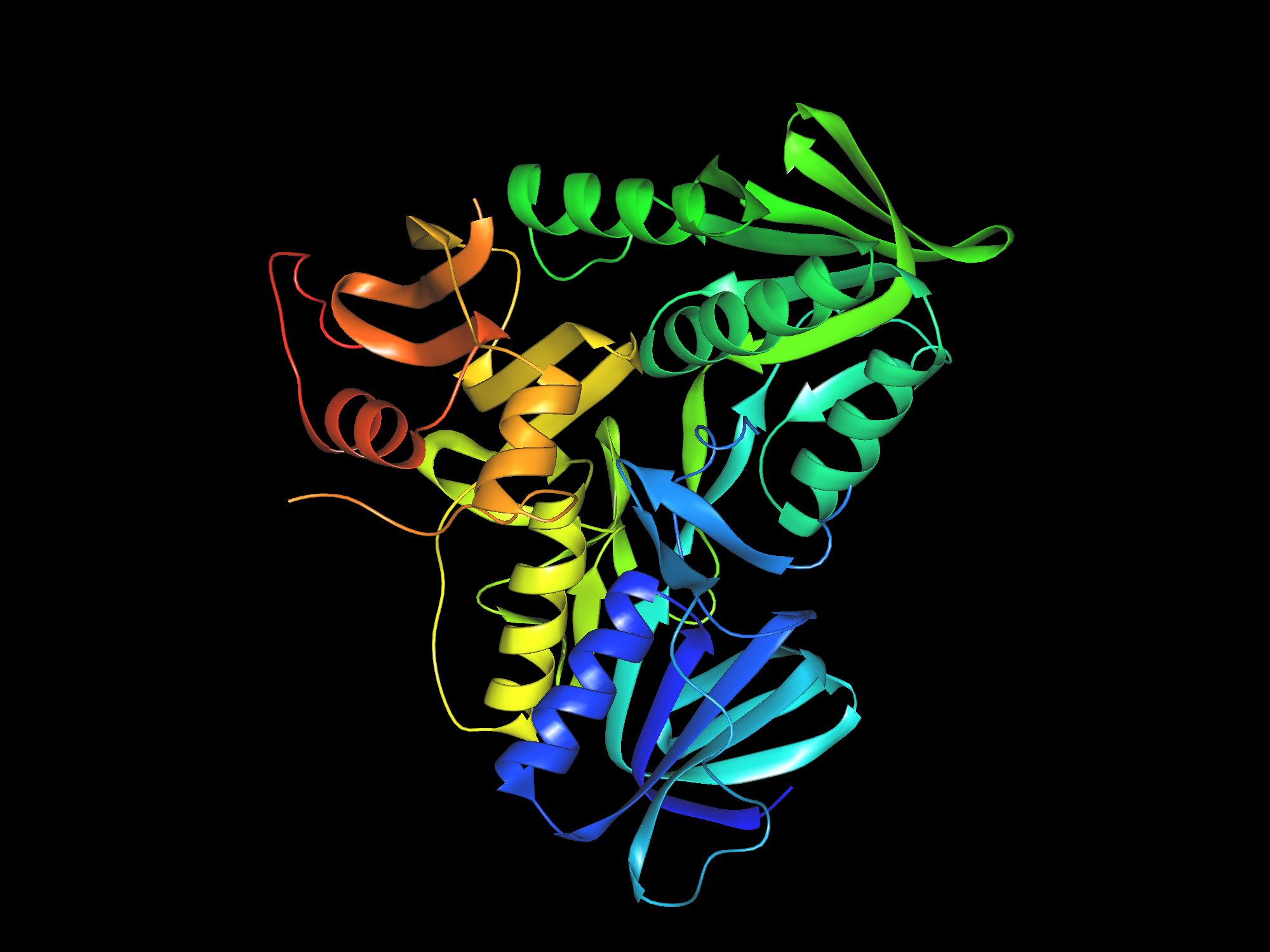
Czynnik AIF – jedno z „białek śmierci”

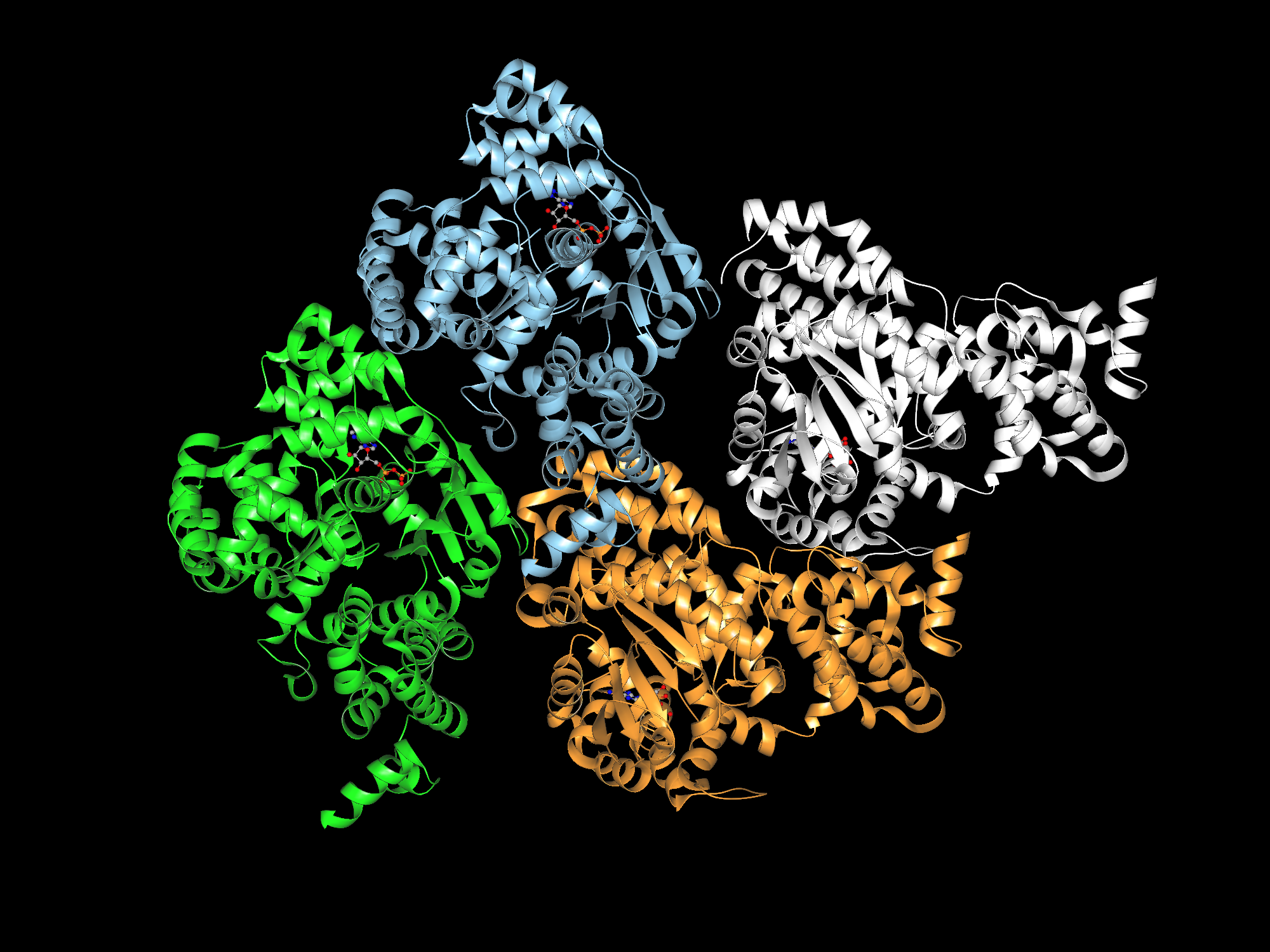
APAF-1 – jedno z „białek śmierci” (na ilustracji związane z ATP)

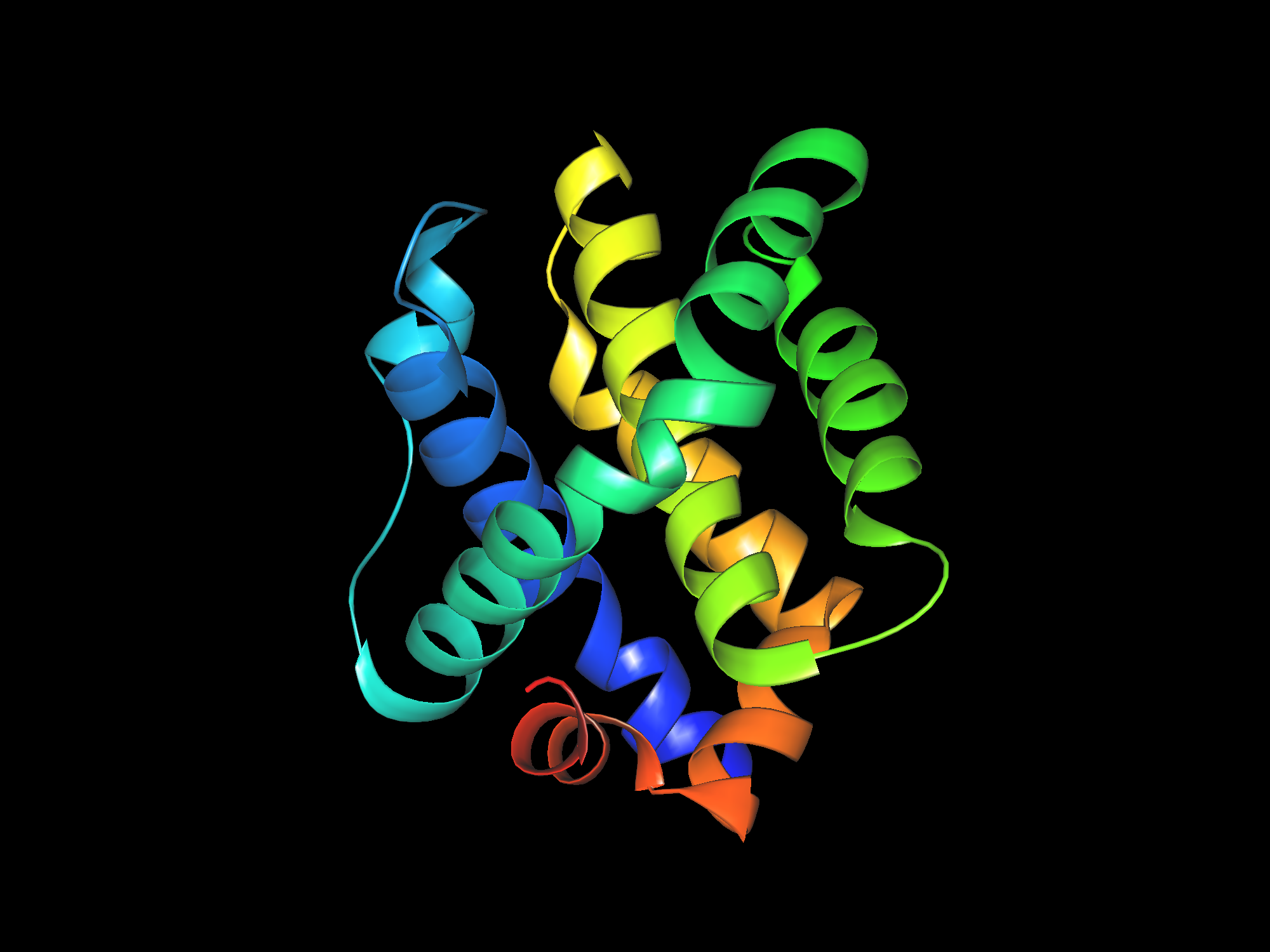
Bak – jedno z białek proapoptotycznych

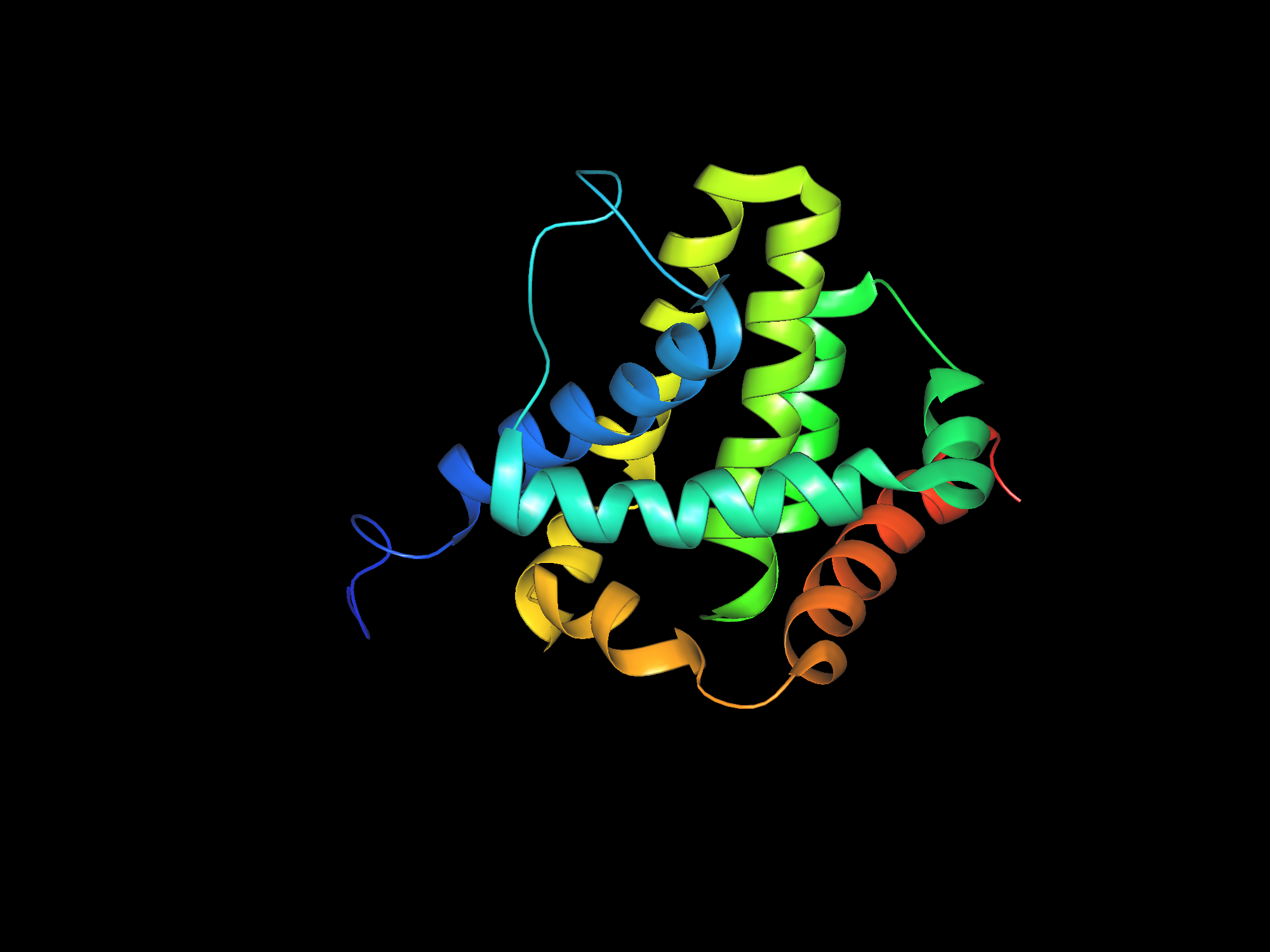
Bax – jedno z białek proapoptotycznych

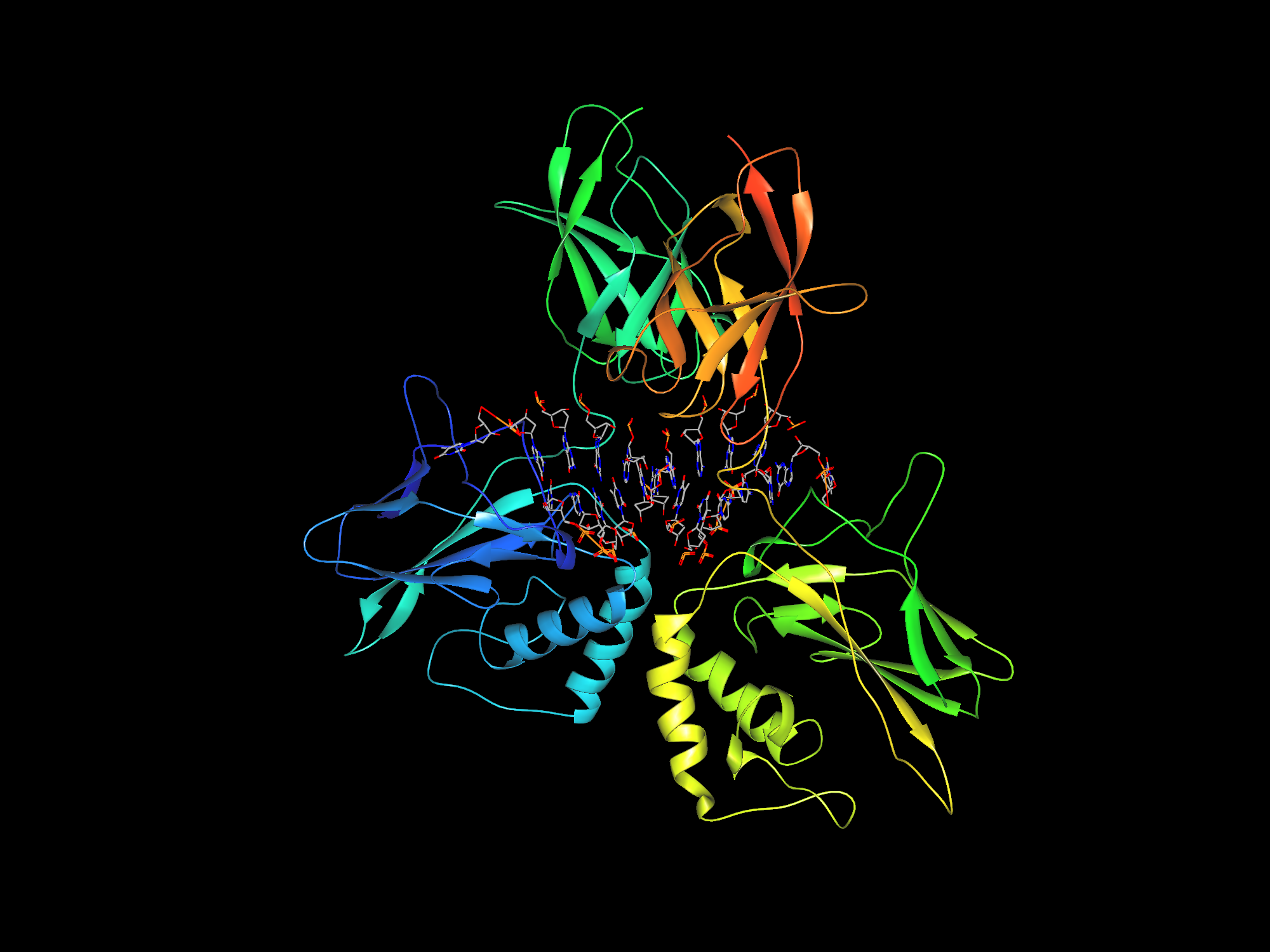
Czynnik transkrypcyjny NF-κB (na ilustracji powiązany z DNA)

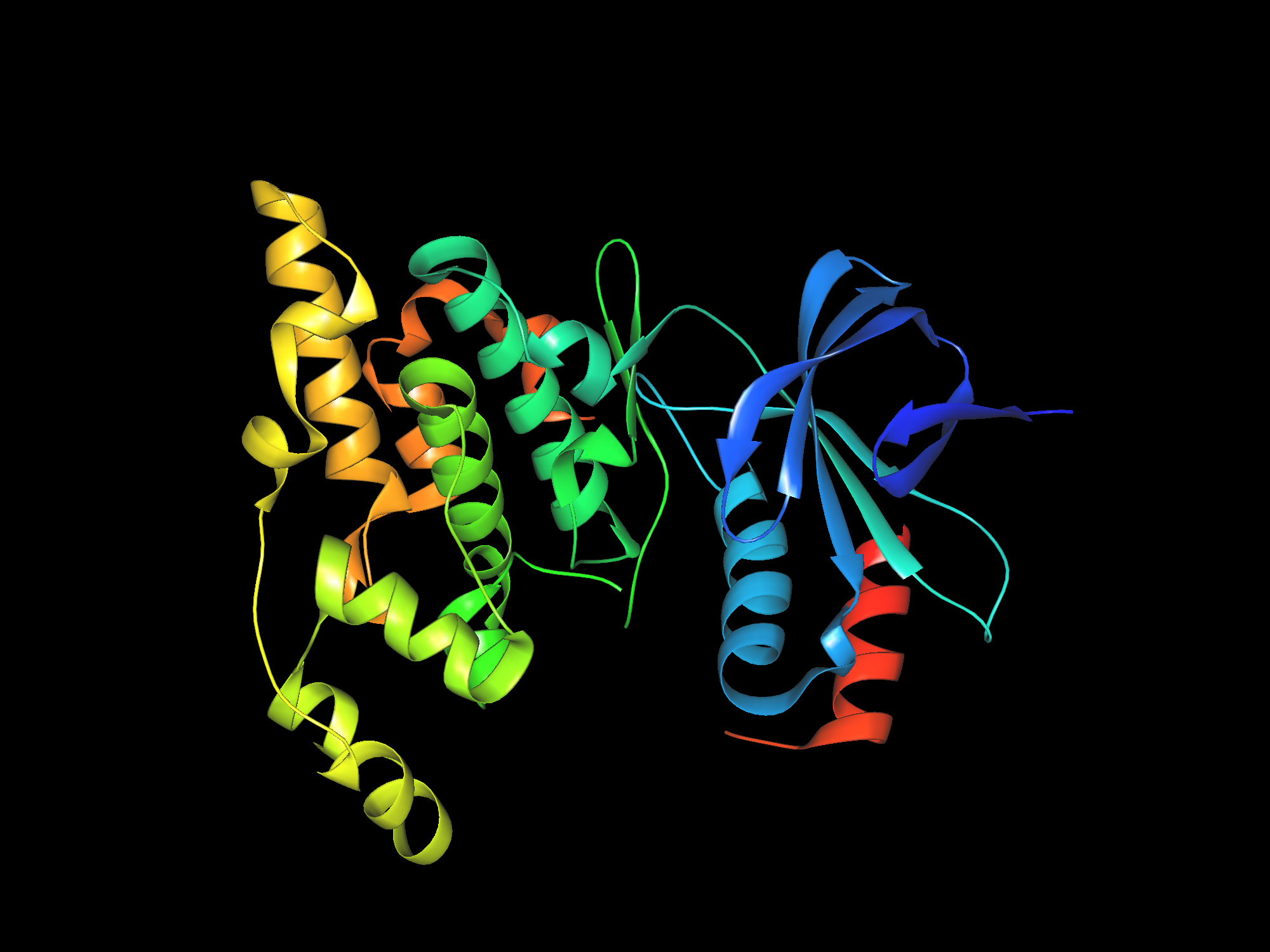
Kinaza JNK

Mechanizm działania trójtlenku arsenu jest złożony i nie do końca poznany. Ogólnie rzecz ujmując, lek hamuje proliferację komórek nowotworowych oraz doprowadza do ich różnicowania i/lub apoptozy, która przebiegać może w różny sposób, w zależności od zaangażowanych w nią organelli komórkowych i procesów biochemicznych. Trójtlenek arsenu indukuje apoptozę na drodze:
- oddziaływania z receptorami błony komórkowej (ścieżka zewnętrzna)
- oddziaływania z mitochondriami (ścieżka wewnętrzna)

Pierwsza z tych dróg polega na połączeniu ligandu z receptorem znajdującym się na powierzchni błony komórkowej. Zespolenie tych dwóch cząstek prowadzi do aktywacji wielu różnych genów oraz uwalnia kaskadę białek, charakterystycznych dla procesu apoptozy.
Trójtlenek arsenu oddziałuje również na mitochondria. Jedną z pierwszych zmian w ich strukturze, wywołaną działaniem leku, jest otwarcie megakanałów i wypływ tzw. białek śmierci, przede wszystkim cytochromu C, APAF-1 (czynnik aktywacji proteaz apoptotycznych, ang. apoptotic peptidase activating factor 1), czynnika AIF, białka Smac/DIABLO i endonukleazy z przestrzeni międzybłonowej mitochondriów do cytozolu. W cytoplazmie powstaje kompleks białek zwany apoptosomem, który uruchamia dalsze procesy prowadzące do apoptozy.
Bez względu na to, czy apoptoza indukowana jest zewnętrznie czy wewnętrznie, zawsze biorą w niej udział kaspazy, których aktywacja nieodwracalnie prowadzi komórkę na drogę programowanej śmierci. Ponadto apoptoza regulowana jest przez białka z rodziny Bcl-2, które działać mogą zarówno pro-, jak i antyapoptotycznie.
Przyczyną występowania ostrej białaczki promielocytarnej jest translokacja genu kodującego receptor kwasu retinowego (RAR α) z chromosomu 17 w pobliże genu PML, znajdującego się na chromosomie 15. Prowadzi to do fuzji genów i powstania produktu PML/RAR α. Białko to hamuje różnicowanie oraz śmierć komórek, w których się znajduje. Trójtlenek arsenu, już w małych stężeniach, powoduje rozpad PML/RAR α, przywracając w ten sposób (częściowo) różnicowanie zmienionych nowotworowo promielocytów. Trójtlenek arsenu aktywuje kinazę JNK, zwaną również kinazą N-końca białka c-jun (ang. c-jun N-terminal kinase) lub kinazą aktywowaną stresem (ang. stress-activated protein kinase – SAPK), należącą do rodziny kinaz MAPK (ang. mitogen-activated protein kinases). Enzymy te mają kluczowe znaczenie dla przekazywania sygnałów w komórce. W normalnych warunkach kinaza JNK aktywowana jest przez fosforylację reszt treoniny i tyrozyny. W badaniach na określonych liniach komórkowych pobranych od chorych z ostrą białaczką promielocytową udowodniono jednak, że wspomniana aktywacja zachodzi również pod wpływem trójtlenku arsenu.
Wydaje się, że aktywacja kinazy JNK prowadzi do fosforylacji zarówno białek antyapoptotycznych (Bcl-2, Bcl-Xl), jak i białek proapoptotycznych – Bax (ang. Bcl-2-associated X protein), Bak (ang. Bcl-2 homologous killer) i Bid (ang. BH3 interacting domain death agonist), czyli de facto do ich uczynnienia. Białka proapoptotyczne zawierają domenę BH3, która odpowiada za ich „śmiercionośną” aktywność. Powodują one powstawanie kanałów jonowych w błonie mitochondrium, czego wynikiem jest wypływ wspomnianych już czynników apoptotycznych do cytoplazmy. Białka antyapoptotyczne zawdzięczają swoje działanie hydrofobowej szczelinie w ich strukturze przestrzennej, która wiąże się z domeną BH3, neutralizując tym samym działanie „śmiercionośnych” białek. W normalnych warunkach o apoptozie komórki decyduje stosunek ilości białek proapoptotycznych do antyapoptotycznych. W przypadku apoptozy indukowanej trójtlenkiem arsenu dużą rolę odgrywają dwa mechanizmy, które powodują zwiększenie ilości białek proapoptotycznych. Pierwszy z nich związany jest z funkcjonowaniem czynnika transkrypcyjnego NF-κB (ang. nuclear factor kappa-light-chain-enhancer of activated B cells). Występuje on w cytoplazmie w stanie nieaktywnym, w kompleksie ze specyficznym inhibitorem IκB (IKK). Składa się on z dwóch podjednostek katalitycznych – IKKα i IKKβ oraz z jednostki regulatorowej IKKγ/NEMO. Fosforylacja inhibitora i jego rozpad uwalnia NF-κB, który wędruje do jądra komórkowego i aktywuje geny odpowiedzialne za produkcję białek „życia” (p53, Bcl-2 i inne inhibitory apoptozy). NF-κB chroni również komórki przed apoptotyczną stymulacją z udziałem receptora TNF-α. Trójtlenek arsenu łączy się z cysteiną znajdującą się w pozycji 179 IKKβ, uniemożliwiając tym samym uwolnienie NF-κB. Brak tego białka w cytoplazmie umożliwia indukcję apoptozy drogą zewnętrzną oraz aktywuje kaspazy 3 i 8.
Mechanizm taki zaobserwowano nie tylko w komórkach ostrej białaczki promielocytowej i ziarnicy złośliwej, ale również u pacjentów z zespołem mielodysplastycznym. Drugim mechanizmem zwiększającym ilość białek proapoptotycznych jest obniżenie transkrypcji genu bcl-2. Działanie to zaobserwowano w komórkach HL-60 i NB4 białaczek ludzkich.
W 2003 roku naukowcy japońscy odkryli, że trójtlenek arsenu indukuje apoptozę nie tylko przy pomocy receptora TNF-α. Badania wskazują na to, że lek działa proapoptotycznie również poprzez receptor CD95, który wpływa na aktywację kaspaz 8 i 3. W komórkach szpiczaka trójtlenek arsenu oddziałuje z receptorem APO2/TRAIL, aktywując kaspazy 8 i 9.
Trójtlenek arsenu wpływa również na wewnątrzkomórkowe stężenie glutationu, który jest bardzo ważnym elementem układu oksyredukcyjnego (m.in. usuwa wolne rodniki, redukuje nadtlenek wodoru). Bierze on również udział, razem z peroksydazą i katalazą, w regulacji poziomu reaktywnych form tlenu. Trójtlenek arsenu hamuje peroksydazę glutationu, zmniejszając tym samym jego stężenie w komórce, co prowadzi do wzrostu poziomu wolnych rodników tlenowych. Te z kolei zwiększają przepuszczalność błony mitochondrium, powodując wypływ białek śmierci i rozpoczęcie procesu apoptozy.

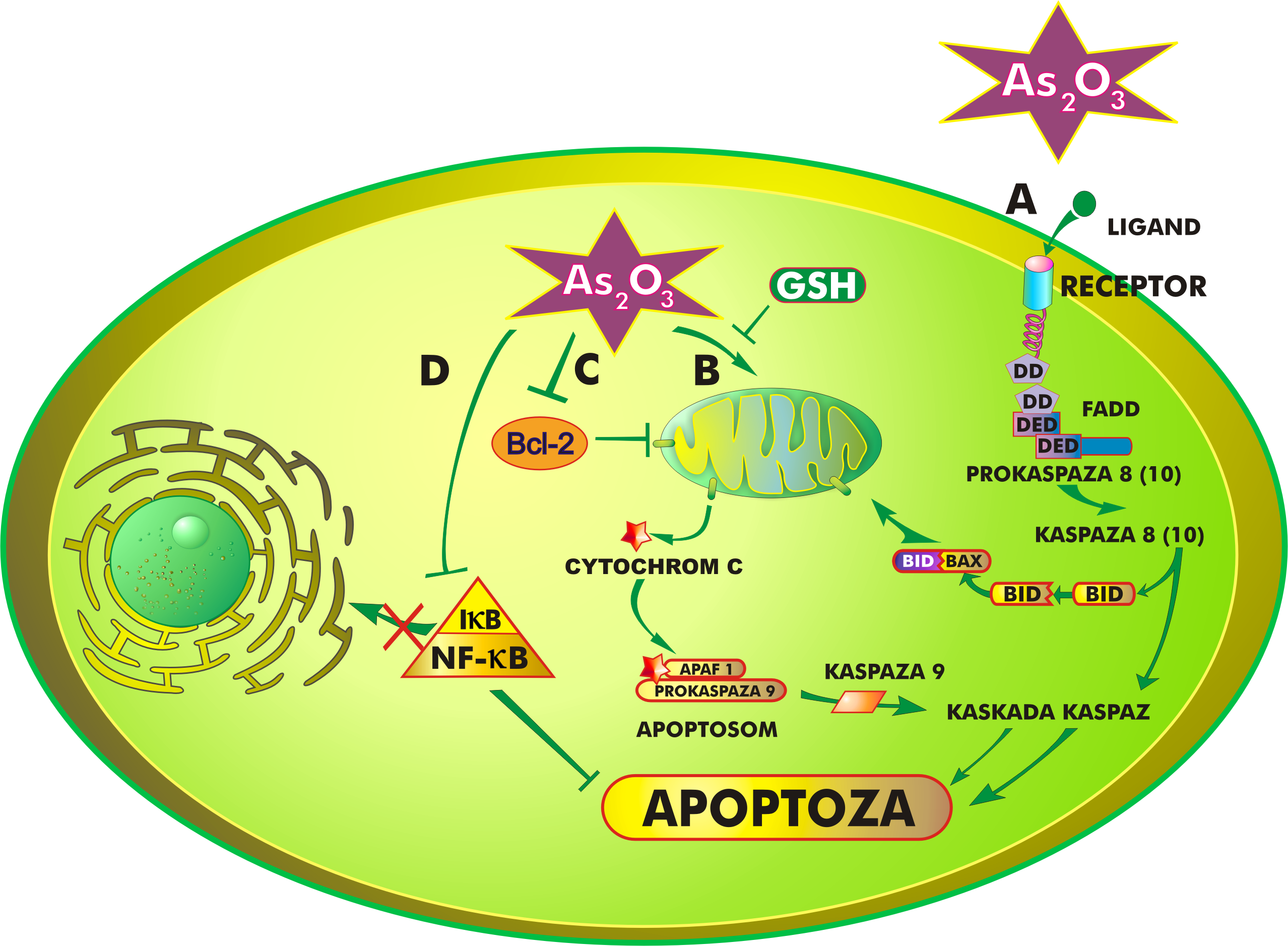
Mechanizm działania trójtlenku arsenu. Na ilustracji przedstawiono 4 główne drogi działania terapeutycznego trójtlenku arsenu: A – zewnętrzna ścieżka apoptozy, B – ścieżka mitochondrialna, C – oddziaływanie trójtlenku arsenu na białka rodziny Bcl-2, D – wpływ trójtlenku arsenu na czynnik transkrypcyjny NF-κB

Trójtlenek arsenu wpływa również degradująco na polimerazę poli(ADP-rybozy), co w połączeniu z aktywacją kaspaz hamuje naprawę DNA i zatrzymuje cykl komórkowy. To, w jakiej fazie cykl komórkowy zostanie zablokowany, zależy w głównej mierze od białka p53. W komórkach zawierających tzw. typ dziki (niezmutowany) p53 cykl ulega zahamowaniu w interfazie, natomiast w komórkach ze zmutowanym p53 – w fazie G2/M.

## Badania kliniczne
Trójtlenek arsenu był badany klinicznie w dwóch otwartych, jednoramiennych badaniach bez grupy kontrolnej, na 52 pacjentach z ostrą białaczką promielocytową, u których wcześniej bez powodzenia stosowano antracykliny i retinoidy. Wyniki tych badań przedstawia poniższa tabela.
|                                                 | Badanie jednoośrodkowe n=12 | Badanie wieloośrodkowe n=40 |
| ----------------------------------------------- | --------------------------- | --------------------------- |
| Dawka trójtlenku arsenu (w mg/kg mc./dobę)      | 0,16 (mediana: 0,06-0,20)   | 0,15                        |
| Całkowita remisja                               | 11 osób (92%)               | 34 osoby (85%)              |
| Średni czas do remisji szpiku kostnego          | 32 dni                      | 35 dni                      |
| Średni czas do uzyskania całkowitej remisji     | 54 dni                      | 59 dni                      |
| 18-miesięczny okres przeżycia                   | 67%                         | 66%                         |
| n – liczba pacjentów biorących udział w badaniu |                             |                             |

Prowadzono również badania nad działaniem trójtlenku arsenu na inne nowotwory. Wykazały one, że lek działa apoptotycznie również na komórki raka płuc (szczególnie w połączeniu z sulindakiem). Udowodniono również skuteczność trójtlenku arsenu w terapii szpiczaka mnogiego, w połączeniu z kwasem askorbinowym i bortezomibem.
Doświadczenia na zwierzętach wykazały, że lek działa również na nowotwory jajnika, wątroby, żołądka, prostaty, piersi oraz w glejaku i raku trzustki (w połączeniu z partenolidem). Próby wykorzystania trójtlenku arsenu w leczeniu nowotworów litych zostały ograniczone przez toksyczność leku.
Tlenek arsenu wydaje się być obiecującym środkiem w leczeniu chorób autoimmunologicznych (w oparciu o badanie na myszach).

## Farmakokinetyka
Nie prowadzono szczegółowych badań odnośnie do farmakokinetyki trójtlenku arsenu. Przy podawaniu dożylnym stan równowagi ustala się po 8–10 dniach. Arsen wiąże się z białkami w nieistotnym stopniu. Największe stężenie arsenu wykrywane jest w wątrobie, nerkach, sercu, płucach, włosach i paznokciach. Kwas arsenawy jest utleniany do kwasu arsenowego oraz metylowany w wątrobie, a następnie wydalany w 60% z moczem. Okres półtrwania wynosi 92 godziny. Lek nie jest substratem ani inhibitorem izoenzymów cytochromu P450 (1A2, 2A6, 2B6, 2C8, 2C9, 2C19, 2D6, 2E1,3A4/5, 4A9/11).

## Wskazania
Trójtlenek arsenu przeznaczony jest do indukcji remisji i konsolidacji ostrej białaczki promielocytowej (APL, ang. Acute Pro-Myelotic Leucaemia) u dorosłych pacjentów, u których występuje translokacja t(15; 17) i/lub obecność genu PML/RAR α. Lek powinien być stosowany po niepowodzeniu leczenia lub w nawrocie choroby. Wcześniejsza terapia powinna obejmować podawanie retinoidu i chemioterapii.

## Przeciwwskazania
- Nadwrażliwość na trójtlenek arsenu lub jakikolwiek inny składnik preparatu.
- Ciąża i karmienie piersią są przeciwwskazaniami względnymi (lek przechodzi do mleka matki). Chociaż nie prowadzono badań na kobietach w ciąży, to w badaniach na zwierzętach wykazano teratogenne i embriotoksyczne działanie trójtlenku arsenu. Nie wykazano działania rakotwórczego trójtlenku arsenu, jednakże podobnie jak inne nieorganiczne związki arsenu, jest uznawany za czynnik rakotwórczy.

## Ostrzeżenia specjalne
W celu bezpiecznego stosowania leku należy stosować się do poniższych zaleceń:
1. U 25% pacjentów leczonych trójtlenkiem arsenu występowały objawy podobne do zespołu aktywacji leukocytów. Charakteryzuje się on wysoką gorączką, dusznościami, przyrostem masy ciała, naciekami płucnymi z obecnością płynu wysiękowego w opłucnej lub osierdziu z leukocytozą lub bez. Stosowanie dużych dawek steroidów (10 mg deksametazonu dożylnie 2–3 razy na dobę) wydaje się łagodzić objawy[73].
2. U 40% pacjentów leczonych trójtlenkiem arsenu wystąpił co najmniej raz wydłużony, skorygowany odstęp QT powyżej 500 ms[74]. Wydłużenie odstępu QT może powodować wystąpienie arytmii komorowej typu torsade de pointes[75].
3. Przed rozpoczęciem leczenia trójtlenkiem arsenu należy wykonać badanie EKG oraz oznaczyć stężenie potasu, wapnia, magnezu i kreatyniny we krwi. Wszelkie nieprawidłowości powinny zostać skorygowane przed podaniem trójtlenku arsenu, a w szczególności nieprawidłowości w zapisie EKG pod postacią wydłużonego odstępu QT. Jeśli to możliwe, należy przerwać podawanie leków wpływających na wydłużenie odstępu QT[76].
4. Pacjenci leczeni trójtlenkiem arsenu, szczególnie ci narażeni na wystąpienie torsade de pointes, powinni być monitorowani podczas podawania leku[77][78].
5. Leczenie preparatem należy zmodyfikować lub przerwać przed planowanym zakończeniem leczenia w przypadku, gdy stopień toksyczności osiągnie wartość 3 (według National Cancer Institute). Pacjenci mogą podjąć leczenie z powrotem dopiero po ustąpieniu objawów związanych z toksycznością trójtlenku arsenu. W takich przypadkach należy wznowić leczenie podając 50% wcześniejszej dawki dobowej. Dawkę można zwiększyć do poziomu wcześniejszej dawki dopiero wtedy, gdy w ciągu 3 dni nie wystąpią objawy toksyczności. Pacjenci, u których pojawiły się one po raz drugi, nie mogą kontynuować leczenia trójtlenkiem arsenu.
6. U pacjentów w fazie indukcji remisji (patrz: Dawkowanie) należy 2 razy w tygodniu badać stężenie elektrolitów i glukozy we krwi, morfologię oraz czynność wątroby i nerek. Podczas fazy konsolidacyjnej badania te należy wykonywać raz w tygodniu.
7. Należy zachować szczególną ostrożność w przypadku pacjentów cierpiących na niewydolność nerek[79].
8. Podczas leczenia trójtlenkiem arsenu kobiety w wieku rozrodczym i mężczyźni zdolni do zapłodnienia powinni stosować skuteczne metody antykoncepcji. Nie zbadano dokładnie wpływu trójtlenku arsenu na płodność.

## Interakcje
Wiadomo, że trójtlenek arsenu wydłuża odstęp QT. O ile to możliwe, podczas stosowania preparatu nie należy stosować leków wydłużających QT, takich jak:
- leki przeciwarytmiczne klasy Ia i III (chinidyna, amiodaron, sotalol, dofetylid)
- niektóre leki stosowane w leczeniu zaburzeń psychicznych (np. amitryptylina, tiorydazyna)
- niektóre makrolidy (np. erytromycyna)
- niektóre leki przeciwhistaminowe (np. terfenadyna, astemizol)
- niektóre chinolony (np. sparfloksacyna)
- inne leki wydłużające odstęp QT (np. cyzapryd)

Stwierdzono również, że wcześniejsze stosowanie:
- antracyklin
- amfoterycyny B
- diuretyków nieoszczędzających potasu
- innych leków powodujących hipokalemię lub hipokalcemię

zwiększa prawdopodobieństwo wystąpienia torsade de pointes.

## Działania niepożądane[82]
Działania niepożądane stwierdzono u 37% pacjentów leczonych trójtlenkiem arsenu. Nie miały one jednak dużego nasilenia i mijały w trakcie leczenia. Należy zaznaczyć, że pacjenci znacznie lepiej znoszą leczenie konsolidacyjne niż indukujące remisję. Do najczęściej występujących objawów niepożądanych zaliczyć można:
- hiperglikemię
- hipokalemię
- neutropenię
- zwiększenie aktywności AlAt
- leukocytozę[83][84]

Bardzo nasilone objawy uboczne są dość rzadkie i obejmują:
- zespół aktywowanych leukocytów
- wydłużenie odstępu QT (podczas badań klinicznych odnotowano tylko jeden przypadek torsade de pointes)
- migotanie lub trzepotanie przedsionków

Pozostałe działania niepożądane obejmują skórne reakcje alergiczne (w tym reakcje w miejscu podania, ból w miejscu podania), zaburzenia przewodu pokarmowego (biegunki), bóle różnego rodzaju, zaburzenia widzenia, krwawienia. W razie wynaczynienia leku może wystąpić miejscowe podrażnienie i zapalenie żył.

## Dawkowanie
Schemat stosowania trójtlenku arsenu obejmuje leczenie indukujące remisję, po którym następuje terapia konsolidująca.
W celu indukcji remisji trójtlenek arsenu powinien być podawany we wlewie dożylnym w dawce 0,15 mg/kg mc./dobę codziennie (jednakowo u dzieci, dorosłych i u starszych osób), do momentu uzyskania poprawy w obrazie szpiku kostnego. Leczenie indukujące nie powinno być dłuższe niż 50 dni. W razie braku remisji stwierdzonej w badaniu szpiku kostnego do 50. dnia terapii, należy przerwać leczenie. Leczenie konsolidacyjne (mające na celu eliminację resztkowych komórek nowotworowych) należy rozpocząć w 3–4 tygodniu po zakończeniu leczenia indukującego. Lek podaje się dożylnie w dawce 0,15 mg/kg mc./dobę, 5 dni w tygodniu przez 5 tygodni.
Trójtlenek arsenu powinno podawać się we wlewie trwającym 1–2 godziny. W przypadku wystąpienia reakcji naczynioruchowych czas podawania można wydłużyć do 4 godzin.

## Przedawkowanie
W przypadku wystąpienia objawów zatrucia arsenem (drgawki, osłabienie mięśniowe, splątanie) należy natychmiast zaprzestać podawania leku oraz wdrożyć odpowiednie leczenie. Najczęściej stosuje się penicylaminę w dawce do 1 g/dobę. U pacjentów, którzy nie mogą przyjmować leków doustnie, można podawać dimerkaprol domięśniowo w dawce 3 mg/kg mc. co 4 godziny, aż do ustąpienia objawów zagrażających życiu. W przypadku wystąpienia koagulopatii zaleca się podawanie DMSA w dawce 10 mg/kg mc. co 8 godzin przez 5 dni, a następnie co 12 godzin przez 2 tygodnie. Można również rozważyć zastosowanie dializy.

## Preparaty i postać leku
- Trisenox – Almac Pharma – 1 mg/ml, koncentrat do sporządzania roztworu do infuzji.

Trisenox jest pakowany w ampułki o pojemności 10 ml, przeznaczone do jednokrotnego użytku. Ampułki zawierają czysty roztwór trójtlenku arsenu, bez konserwantów, a także wodorotlenek sodu i kwas solny. pH roztworu wynosi 7–9. Lek należy przechowywać w temperaturze pokojowej, nie zamrażać. Zaraz po pobraniu z ampułki lek rozcieńcza się 100–250 ml glukozy 5% lub roztworem soli fizjologicznej. Trójtlenku arsenu nie należy mieszać, ani podawać w jednym wlewie z innymi lekami.
- W preparatyce recepturowej trójtlenek arsenu był stosowany w postaci rozcierki 1:10 z laktozą (Trituratio Acidi arsenicosi 1/10). W celu sporządzenia rozcierki w moździerzu umieszcza się jedną część trójtlenku arsenu i stale ucierając dodaje się porcjami 9 cz. laktozy. Otrzymanie równomiernie rozmieszanej rozcierki wymaga co najmniej 10-minutowego ucierania w moździerzu[2].